# Conochilus hippocrepis
Conochilus hippocrepis is een soort in de taxonomische indeling van de raderdieren (Rotifera). 
Het dier behoort tot het geslacht Conochilus en behoort tot de familie Conochilidae. De wetenschappelijke naam van de soort werd voor het eerst geldig gepubliceerd in 1803 door Schrank.